# Памятная медаль «За кампании» (Португалия)
Памятная медаль «За кампании» (порт. Medalha comemorativa das campanhas) — государственная награда Португалии. 

## История
Памятная медаль «За кампании» была учреждена тем же декретом № 2870 от 30 ноября 1916 года, которым был учреждён Военный крест, для вручения военнослужащим, участвовавшим в военных операциях за пределами Португалии. Награда получила широкое распространение в годы Первой мировой войны и во время Португальской колониальной войны.
Дизайн медали претерпевал изменения в 1919, 1921, 1946, 1949, 1971 и 2002 годах.

## Положение
Памятная медаль «За кампании» состоит из одного класса. На ленту медали крепятся металлические планки за конкретные военные операции, в которых участвовал военнослужащий. С даты учреждения медали были отдельными актами были утверждены планки с надписями:
- Южная Ангола 1914-1915 (порт. Sul de Angola, 1914 A 1915)(Декрет № 2941, 18.1.1917);
- Мозамбик 1897-1898 (Moçambique, 1897-1898) (Декрет № 2965, 1.2.1917)
- Тимор 1912-1913 (Timor, 1912-1913) (Декрет №..., 23.9.1918)
- Мозамбик 1914-1918 (Moçambique, 1914 A 1918) (Декрет № 5060, 30.11.1918)
- В море 1916-1917-1918 (No Mar, 1916-1917-1918) (Декрет № 5086, 3.1.1919)
- Франция 1917-1918 (França, 1917-1918) (Декрет № 5400, 12.4.1919, Декрет № 5983, 31.7.1919)
- Лунда 1911 (Lunda, 1911) (Декрет №..., 14.5.1919)
- Конго 1914-1915 (Congo, 1914-1915) (Декрет №..., 14.5.1919)
- Морская оборона 1914-1918 (Defesa Marítima, 1914-1918) (Декрет № 5799, 28.5.1919)
- Оккупация района Мозамбик 1906-1913 (Ocupação do Distrito de Moçambique, 1906-1913) (Декрет № 6546, 8.4.1920)
- Cuanza-Sul, 1917-1918 (Декрет № ..., 30.4.1920)
- Além-Cunene, 1904 (Декрет № 6731, 8.7.1920)
- Cuanhama, 1915 (Декрет № 7433, 25.6.1920)
- Satary, 1912 (Декрет № 7434, 18.7.1920)
- C.E.L., Defesa Marítima, 1916-1918 (Декрет № 1123, 4.3.1921) + Funchal, Defesa Marítima, 1916-1918 + Ponta Delgada, Defesa Marítina, 1916-1918
- Бисау 1915 (Bissau 1915) (Декрет №..., 10.9.1920)
- Кабо-Верде 1917-1918 (Cabo Verde 1917-1918) (Декрет № 8613, 3.2.1923)
- Дембос 1918-1919 (Dembos 1918-1919) (Декрет № 8791, 1.5.1923)
- Лунда 1922-1023 (Lunda 1922-1923) (Декрет №..., 12.7.1924)
- Лунда 1920 (Lunda 1920) (Декрет № 10442, 31.12.1924)
- Конго 1918 (Congo 1918) (Декрет № 15026, 13.1.1928)
- Северная Ангола (Norte de Angola) (в период с 15.03.1961) (Декрет № 19683, 4.2.1963)
- Гвинея (Guiné) (в период с 1.03.1963) (Декрет № 20564, 7.5.1964)
- Мозамбик (Moçambique) (в период с 1.08.1965) (Декрет № 21941, 6.4.1966)
- Ангола (Angola) (в период с 23.12.1966) (Декрет № 22838, 21.8.1967)
- Афганистан 2008 (Afeganistão 2008)
- Косово 2012-2013 (Kosovo 2012-2013)
- Сомали/Африка 2009-2013 (Somália/África 2009-2013) (Борьба с пиратами)

Награждённый медалью может использовать постноминальные литеры MC.

## Описание

### Тип с 1971 по 2002 годы
Круглая медаль белого металла.
Аверс – в центре несёт средний государственный герб Португалии от которого по окружности надпись: «CAMPANHAS E COMISSÕES ESPECIAIS DAS FORÇAS ARMADAS PORTUGUESAS». По краю медаль окаймлена венком из оливковых листьев с плодами, внизу бант, выходящий за края окружности. Венчает медаль городская корона о пяти видимых башнях, между которых малые щиты с бизантами. К короне крепится ушко для кольца.
Реверс – на фоне стены, кирпичи которой несут на себе названия военных операций, под государственным флагом на пьедестале стоят летчик (по центру), по бокам от которого солдат и матрос. По окружности идёт надпись: «ESTE REINO É OBRA DE SOLDADOS».
Медаль при помощи кольца крепится к ленте.
Лента медали оливкового (светло-зелёного) цвета с красными полосками по краям.

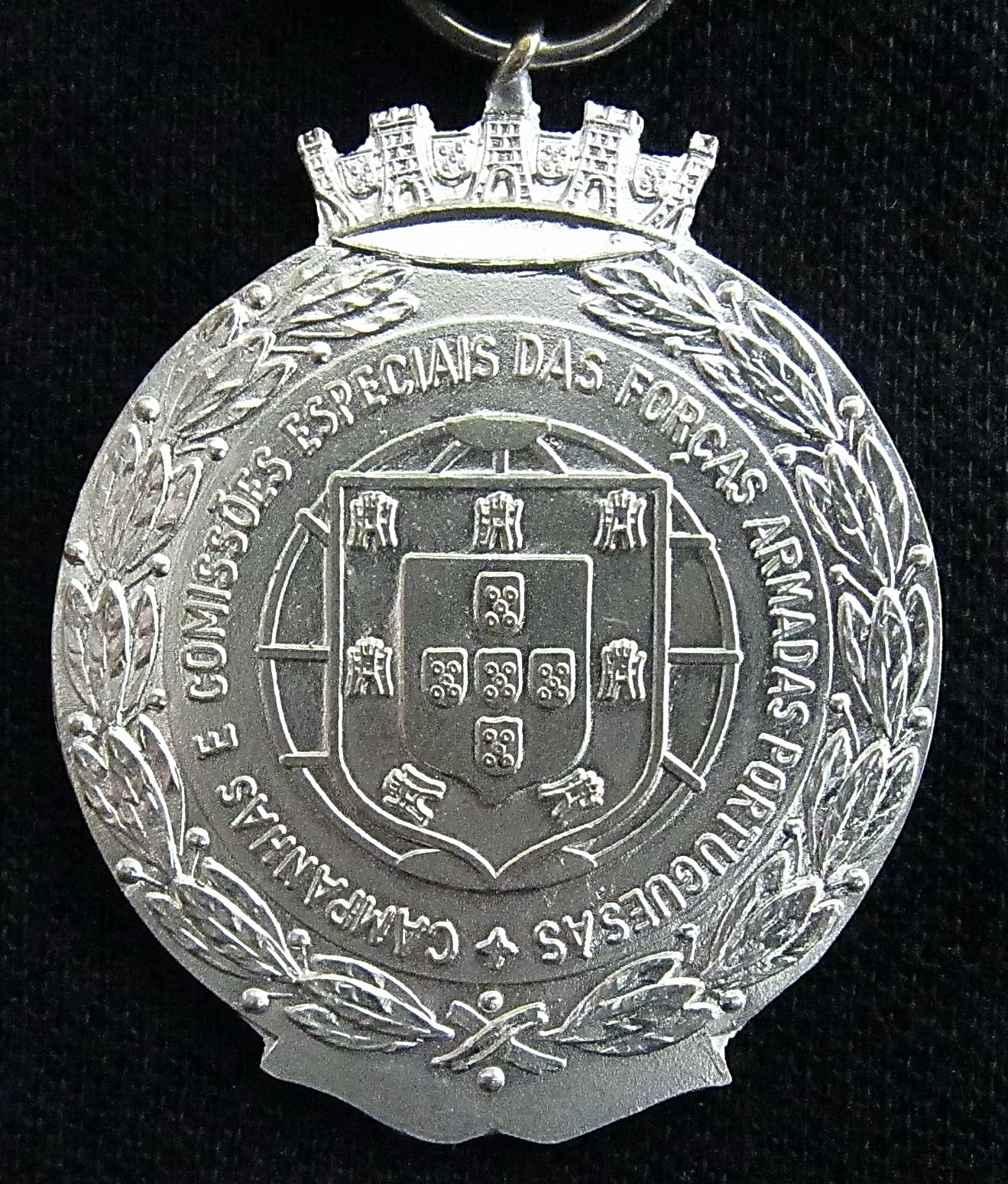
Аверс медали
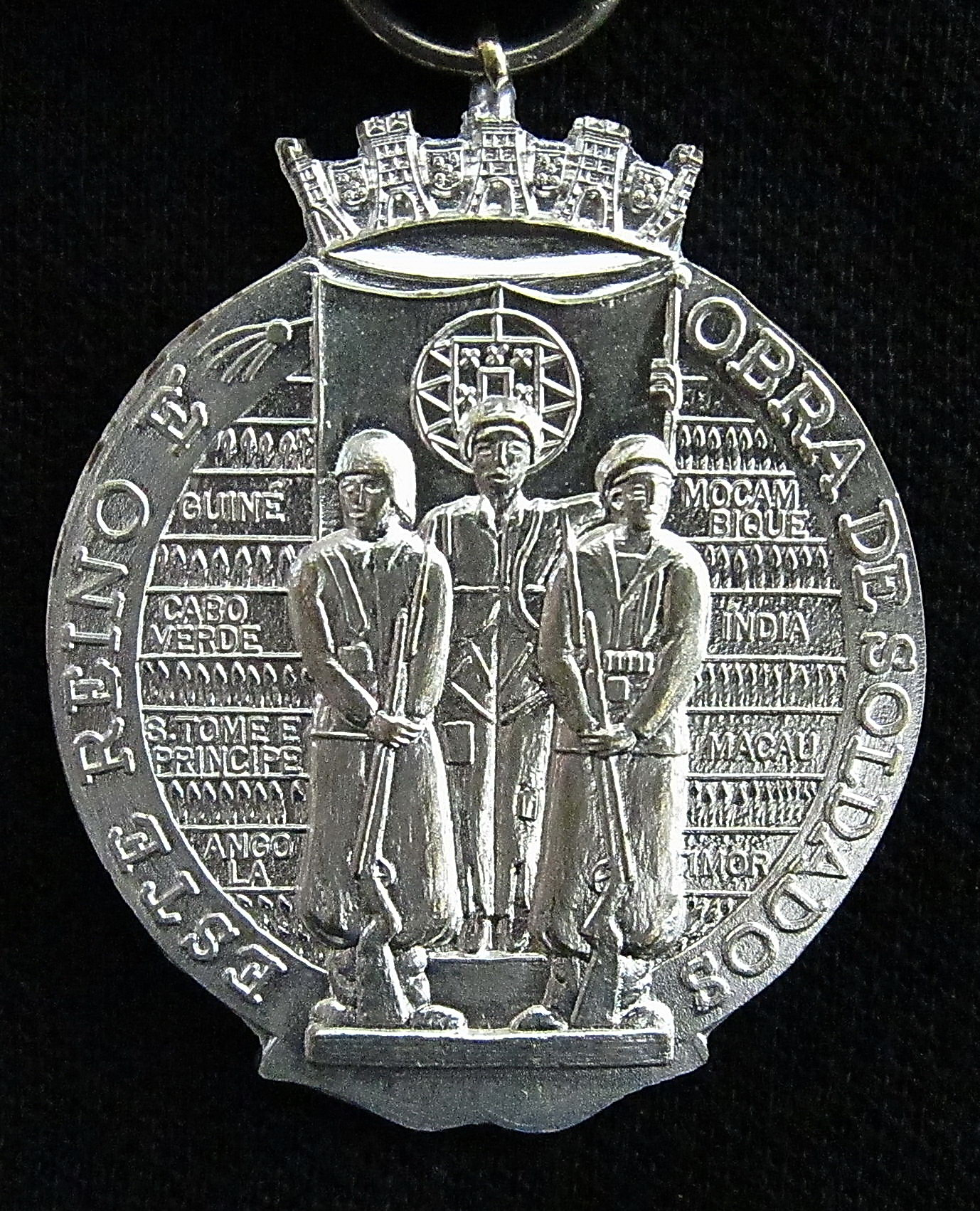
Реверс медали